# FFME
FFME (Fédération Française de la Montagne et de l'Escalade) betyder "franska förbundet för berg och klättring" och grundades 1945. Förbundet främjar och stöttar följande friluftsaktiviteter:
- Canyoning
- Klättring
- Alpinism
- Vandring